# Điệp vụ thứ nhất
Điệp vụ thứ nhất là phim video về chiến tranh sản xuất năm 2002 đạo diễn Nguyễn Quang, kịch bản của Trường Thanh dựa trên cuộc đời của hoa hậu Đông Dương, nữ điệp báo Nguyễn Thị Hồng.

## Nội dung
Lấy bối cảnh giữa thập niên 1940, Kiều Mai từng là một nữ sinh của Trường Đồng Khánh, từng được trao vương miện Hoa hậu Đông Dương. Cô bị bắt cóc ngay trong đêm mà gia đình cô mở một bữa tiệc mừng cô đăng quang. Cô bị làm nhục rồi chuyển cho băng cướp Năm Kim, cô lại bị bán cho một nhà thổ. Khi trốn ra được trở về Hà Nội thì gia đình không còn ai, cô theo đoàn người tản cư đi về phía Sơn Tây rồi nằm chết ngất bên vệ đường.
Cô may mắn được Nguyễn Trường - Trưởng ty Điệp báo Sơn Tây cùng đồng đội cưứ sống. Cô trở thành thành viên của Việt Minh và được giao cho một nhiệm vụ quan trọng phục vụ kháng chiến. Kiều Mai về thành làm tiếp viên pha đồ uống tại câu lạc bộ sĩ quan Pháp. Cô trở thành vị hôn thê của một sĩ quan Pháp mang hàm Thiếu tá tên là Jean Paul Dupra. Kiều Mai được Jean Paul Dupra tin tưởng nhận về làm nhân viên văn phòng tại phòng Nhì. Từ đây, mọi thông tin bí mật về cuộc hành binh của quân Pháp lên Việt Bắc đã được cô chuyển cho cơ sở bí mật.

## Diễn viên
- Quách Thu Phương trong vai Kiều Mai
- Paul Huelz de Lemp trong vai Jean Paul
- Lương Hữu Đại trong vai Nguyễn Trường
- Lý Văn Hùng trong vai Roix
- Lecard Gerard trong vai Salant
- Nguyễn Lan Hương trong vai Hoàng Lan
- Nguyễn Đình Hồng trong vai Đặng Đình Côn
- Hoàng Yến, Ánh Hồng, Minh Hải, Nguyễn Quang

## Sản xuất
Một lần cùng đi uống cà phê, nhà báo Trường Thanh và đạo diễn Nguyễn Chiến có dịp trò chuyện với Thái Kế Toại - Giám đốc Hãng phim Điện ảnh Công an nhân dân lúc bấy giờ. Trường Thanh đã thuật lại câu chuyện về bà Nguyễn Thị Hồng và được Thái Kế Toại ủng hộ dựng thành phim. Đề cương kịch bản dài 12 trang được Trường Thanh nộp lên Hãng phim phê duyệt, đề cương được chấp nhận, Trường Thanh cũng được chuyển công tác tạp thời từ Phòng Công tác Chính trị Công an tỉnh Hòa Bình sang Hãng phim trong 4 tháng để hoàn tất kịch bản. Nhân vật Nguyễn Trường lấy nguyên mẫu từ ông Nguyễn Đức Tường -Trưởng Ty Công an Sơn Tây (giai đoạn 1947-1952), ông vốn có tình cảm với bà Nguyễn Thị Hồng khi đang còn là học sinh.

## Giải thưởng
| Năm  | Giải thưởng                        | Hạng mục   | Kết quả       | Chú thích   |
| ---- | ---------------------------------- | ---------- | ------------- | ----------- |
| 2003 | Giải Cánh diều 2002                | Phim video | Cánh diều Bạc | [ 3 ] [ 4 ] |
| 2004 | Liên hoan phim Việt Nam lần thứ 14 |            | Giải kỹ thuật | [ 5 ]       |